# 绶带蜂鸟属
绶带蜂鸟属（学名：Trochilus）是蜂鸟科的一个属，是牙買加特有属，包含红嘴绶带蜂鸟和黑嘴绶带蜂鸟两种。包含雖然大部份學者都認同它們是獨立的物種，但仍有一些認為它們為同一物種。其中红嘴绶带蜂鸟是牙買加的國鳥。本属是蜂鸟科的模式属。

## 下属物种
本属包括以下物种：
- 紅嘴綬帶蜂鳥 Trochilus polytmus Linnaeus, 1758
- 黑嘴长尾蜂鸟 Trochilus scitulus (Brewster & Bangs, 1901)